# Sarah Parcak

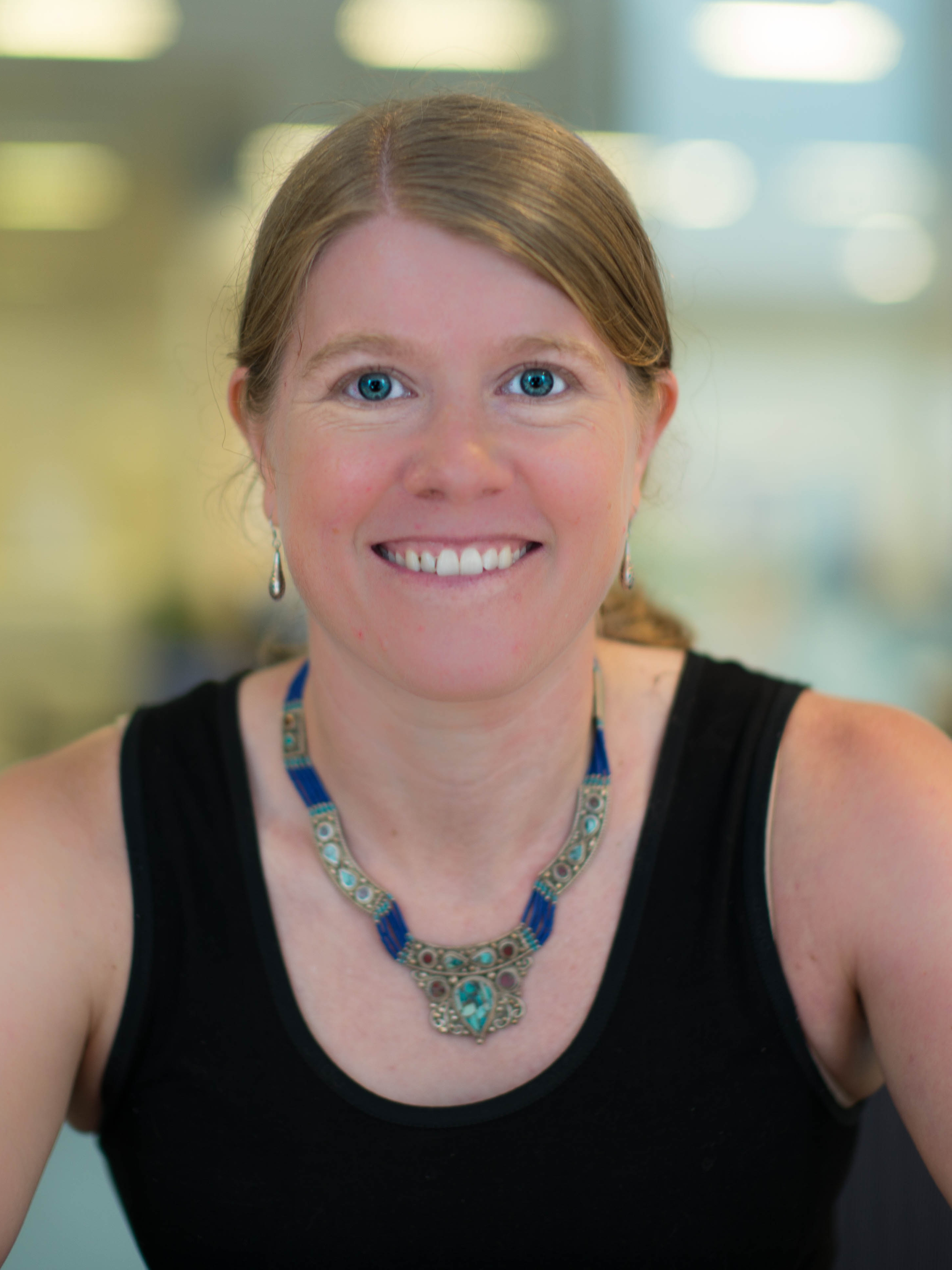
Sarah Parcak (2014)

Sarah Helen Parcak (* 1979 in Bangor, Maine) ist eine amerikanische Ägyptologin, die Aufnahmen aus dem Weltraum (Bilder und Strahlenmessungen) auswertet, um mögliche Ausgrabungsstätten zu finden. Unter anderem konnte sie in Ägypten und auf dem Gebiet des Römischen Reichs Siedlungsgebiete identifizieren. Sie ist Dozentin für Anthropologie und Leiterin des Labors für globale Überwachung an der University of Alabama at Birmingham. Zusammen mit ihrem Ehemann, Gregory Mumford, leitet sie Untersuchungen im Fayum, auf dem Sinai und im östlichen Nildelta.

## Werdegang
Parcak legte ihren Bachelorabschluss in Ägyptologie und Archäologie 2001 an der Yale University ab; ihre Doktorarbeit verfasste sie an der Cambridge University. Sie ist Dozentin für Anthropologie an der University of Alabama at Birmingham (USA). Zuvor unterrichtete sie Altägyptische Kunst und Geschichte des Alten Ägypten an der University of Wales, Swansea.

## Wissenschaftliche Arbeit
Von 2003 bis 2004 analysierte Parcak eine Kombination von Satellitenbildern und Oberflächenuntersuchungen und entdeckte dabei 132 mögliche archäologische Fundstellen; einige davon gehen bis in die Zeit um 3000 v. Chr. zurück.
In Zusammenarbeit mit ihrem Ehemann Gregory Mumford leitet sie Untersuchungen im Fayum, auf dem Sinai und im östlichen Nildelta. Die beiden kombinieren dabei verschiedene Satellitendaten aus unterschiedlichen Quellen und Aufnahmearten. Nach Parcaks Ausführungen reduziert dieser Ansatz gegenüber klassischen Bodenuntersuchungen Zeit und Kosten, um Fundstellen für eine weitere Untersuchung auszuwählen.
2007 gründete sie das Labor für globale gesundheitliche Überwachung (Laboratory for Global Health Observation) an der University of Alabama at Birmingham.

## Dokumentationen
Im Mai 2011 strahlte die BBC eine Dokumentation mit dem Titel Egypt’s Lost Cities (im Deutschen Ägypten von oben) aus. Die von BBC gesponserte Untersuchung von Parcaks Universitätsteam an der UAB arbeitete über ein Jahr mit Infrarot-Satellitenaufnahmen von kommerziellen und NASA-Satelliten. In der Sendung wird ihre Forschungsarbeit erläutert und gezeigt, wie Parcak in Ägypten Beweise für ihre Vermutungen zu finden versucht. Das UAB Team verkündete den Fund von 17 Pyramiden, mehr als 1000 Grabstätten und 3000 altertümlichen Siedlungen außerhalb der altägyptischen Stadt Sais. Der ehemalige Minister der staatlichen Altertumsbehörde Zahi Hawass kommentierte, dass die Funde noch nicht vom Ministerium geprüft und verifiziert worden seien. Bis 2015 wurde keine der angegebenen Fundorte für Pyramiden oder Grabstätten überprüft und bestätigt.
Im Mai 2012 wurde sie in einer halbstündigen CNN-Sendung The Next List vorgestellt, in der Forscher die neuen Methoden anwenden und dabei interdisziplinär arbeiten.
Sie stand im Mittelpunkt einer Dokumentation von Dan Snow – Rome’s Lost Empire –, die auf BBC One am 9. Dezember 2012 erstausgestrahlt wurde. Sie entdeckte mögliche zukünftige Ausgrabungsstätten in Rumänien, im Siedlungsgebiet der Nabatäer, in Tunesien und Italien und machte unter anderem einen Vorschlag für die Lokalisierung des Leuchtturms im römischen Hafen Portus Romae. Auch den Verlauf des neben dem Tiber angelegten Kanals nach Portus konnte sie präzisieren.
Eine Koproduktion der BBC mit PBS, NOVA/WGBH Boston und France Télévisions (erste Ausstrahlung am 4. April 2016) dokumentiert die Nutzung von Satellitenaufnahmen, um mögliche Überreste wikingerzeitlicher Raseneisensteingewinnung in Point Rosee, Neufundland, zu finden.

## Veröffentlichungen
Im Jahr 2009 veröffentlichte sie ihr Buch Satellite Remote Sensing for Archaeology. Darin beschreibt sie Methoden der Satelliten-Archäologie. In seiner Rezension für die Fachzeitschrift Antiquity kam Daniel Donoghue zu dem Schluss, es fokussiere „eher auf die technische Methodik als auf die Interpretation und Analyse“. Er urteilt, das Buch sei „geschrieben in einem lebhaften Stil, der das hochtechnische Thema einem großen Publikum näher bringt“. Donoghue bewertet es abschließend als eine gute Einführung für Studienanfänger der Archäologie, Anthropologie und Geographie.

## Auszeichnungen
Für ihre wissenschaftliche Arbeit auf dem Gebiet der Satelliten-Archäologie erhielt Sarah Parcak den mit 1 Million US-Dollar dotierten TED Prize 2016.